# PRE-084
PRE-084是一种含氮有机化合物，化学式C
19H
27NO
3，能作为σ受体特别是σ1的选择性激动剂，在动物实验中有益智藥、抗抑郁药和止咳藥作用。